# Alfa TVP
Alfa TVP – kanał tematyczny Telewizji Polskiej nadający treści skierowane do młodzieży od 20 grudnia 2022 roku.

## Historia
Pierwotnie kanał miał nosić nazwę TVP Teen (rozważano również nazwę TeenTV), ale ostatecznie nadano mu nazwę Alfa TVP, nawiązując do określenia „pokolenie Alfa”, które odnosi się do osób urodzonych po 2010 roku.
Kanał z założenia skierowany jest do widzów w wieku 10–16 lat, a więc nieco starszych od tych, do których adresowana jest oferta TVP ABC. Nadawanie rozpoczął 20 grudnia 2022 roku. W jego pierwszej ramówce znalazły się głównie seriale dla dzieci i młodzieży (przeważnie animowane) oraz programy popularnonaukowe z archiwum Telewizji Polskiej. Pierwszym wyemitowanym przez stację programem był pierwszy odcinek serialu Prawie nigdy.
Pierwszą audycją nadawaną przez stację premierowo jest serial Tylko nie piątek! – sitcom dla młodzieży w reżyserii Tomasza Szafrańskiego (prod. TVP ABC, 2023).

## Dostępność
W pierwszym miesiącu kanał dostępny był wyłącznie w Internecie – za pośrednictwem platform TVP Stream i TVP GO. W styczniu 2023 roku znalazł się w naziemnej telewizji cyfrowej (na szóstym multipleksie), w maju wszedł do oferty lokalnych operatorów kablowych. 1 czerwca 2023 roku nadawca udostępnił sygnał stacji w serwisie internetowym i aplikacji TVP VOD. W marcu 2024 kanał wszedł do oferty platform (m.in. Canal+, Orange TV, Polsat Box).